# Plotosidae
A Plotosidae a sugarasúszójú halak (Actinopterygii) osztályába, a harcsaalakúak (Siluriformes) rendjébe tartozó halcsalád. Jellemző rájuk, hogy farkuk angolnaszerűen meghosszabbodott. Az Indiai-óceánban, a Csendes-óceán nyugati részén, Japántól Ausztráliáig és a Fidzsi-szigetekig élnek.
10 nem mintegy 35 faja tartozik ide. A fajok mintegy fele édesvízi, ezek Ausztrália és Új-Guinea folyóiban élnek.

## Elterjedésük
Az édesvízi fajok Ausztrália folyóiban élnek, a tengeri fajok pedig főként a Csendes-óceán nyugati részén Délkelet-Ázsia és az Ausztrália keleti partjainál a Nagy–korallzátonyokon él.

## Életmódjuk
Közülük kerülnek ki azok a ritka harcsafajok, amelyek alkalmazkodtak a tengeri életmódhoz. A tengeri fajok, mint a csíkos tengeri harcsa nagy rajokban élnek, mivel ez az életmód nagyobb túlélési esélyt nyújt a ragadozók ellen és könnyebb a homokban rejtőző gerinctelenekből álló táplálék megszerzése.
A vízfenéken táplálkoznak, a száj környéki bajuszszálaikkal érzékelik a táplálék közelségét, és a szájukkal feltúrják a fenéket. Amikor táplálékot keresnek a csapat tagjai, felváltva úsznak a halraj elején, hogy mindenkinek egyenlő mennyiségű táplálék jusson.

## Kinézetük
A család összes tagjának összenőtt második hát–farok–illetve farok alatti úszója van, ami úgy néz ki, mint egy angolna farka, ezért néha „angolnaharcsának” is nevezik. A zsírúszó hiányzik. Négy pár bajuszszála van, amelyek közül két pár a felső állkapcson, a másik két pár pedig az alsó állkapcson van. Testének többi része egyébként nagyon hasonlít a közönséges törpeharcsára.

## Mérgük
E halcsalád némelyik fajának hát- és mellúszóján található tövisei erős idegmérget tartalmaznak, hogy biztonságot nyújtson a ragadozók ellen.